# Seyðisfjarðarvegur
Der Seyðisfjarðarvegur ist eine Hauptstraße im Osten von Island. Sie ist die einzige Straßenverbindung von Egilsstaðir und den anderen Landesteilen mit Seyðisfjörður.
Die Straße  ist 27 km lang und auf ganzer Länge asphaltiert.
Sie beginnt in Egilsstaðir an der  Ringstraße.
Nach etwa 10 km biegt sie nach Osten ab.
Geradeaus weiter nach Norden führt der Borgarfjarðarvegur  nach Bakkagerði.
Der Ort wird meist Borgarfjörður eystri genannt.
Auf der Fjarðarheiði steigt der Seyðisfjarðarvegur bis auf eine Höhe von 620 Metern an. An zwei Stellen werden mit je drei Webcams der der Verkehr und Straßenzustand sowie das Wetter beobachtet.
In Seyðisfjörður biegt die Straße nach Norden ab in Richtung des Vestdalseyrarvegurs  am Nordufer des Fjordes um dann zum Fähranleger der Norröna abzubiegen.
Der Seyðisfjarðarvegur endet am Hánefsstaðavegur  am Südufer des Fjordes.
Hánefsstaðir war um 1800 der erste Handelsplatz in diesem Fjord. Beide Straßen sind Stichstraßen und führen nicht weiter in die Nachbarfjorde.
Die Straße hat seit 1972 ihren Namen und ihre Nummer. Neben der aktuellen, 124 m langen Brücke über die Eyvindará aus dem Jahr 2001 steht noch ihr Vorgänger aus dem Jahr 1919, der nur 16 m lang war.
Das größte Verkehrsaufkommen gibt es auf dieser Straße in den Sommermonaten am Donnerstagmorgen, wenn die Fähre Norröna von den Färöern und Dänemark anlegt.
Wegen des Wetters und der großen Passhöhe kann die Straße im Winter tagelang unpassierbar und gesperrt sein. Von einer solchen Situation handelte die Fernsehserie Trapped – Gefangen in Island.
Um die Verkehrsanbindung zu verbessern soll die Straße durch einen Tunnel (Fjarðarheiðargöng bzw. Seyðisfjarðargöng) ersetzt werden. Dazu wurden im Sommer 2016 mit Probebohrungen durchgeführt. Nach Planungsstand März 2023 soll der Tunnel 13,3 km lang (längster Tunnel in Island) werden. Die Eröffnung ist für 2030 geplant.